# Paraopeba
Paraopeba är en kommun i Brasilien.   Den ligger i delstaten Minas Gerais, i den sydöstra delen av landet, 500 km sydost om huvudstaden Brasília. Antalet invånare är 22 571.
Omgivningarna runt Paraopeba är huvudsakligen savann. Runt Paraopeba är det ganska glesbefolkat, med 47 invånare per kvadratkilometer.